# San Antonio Oeste
San Antonio Oeste är en kommunhuvudort i Argentina.   Den ligger i provinsen Río Negro, i den södra delen av landet, 900 km sydväst om huvudstaden Buenos Aires. San Antonio Oeste ligger 12 meter över havet och antalet invånare är 16 966.
Terrängen runt San Antonio Oeste är platt. Havet är nära San Antonio Oeste söderut. San Antonio Oeste är det största samhället i trakten.
Omgivningarna runt San Antonio Oeste är i huvudsak ett öppet busklandskap.